# محمود دولت‌آبادی
محمود دولت‌آبادی (متولد ۱۰ مرداد ۱۳۱۹ در دولت‌آباد سبزوار) نویسنده اهل ایران است. رمان ده‌جلدیِ کلیدر نام‌آورترین اثر اوست. برخی از آثار دولت‌آبادی به چندین زبانِ باختری و خاوری برگردانده شده و به چاپ رسیده‌اند. داستانِ بیشترِ نوشته‌های دولت‌آبادی در روستاهای خراسان رخ می‌دهد و راوی رنج و محنت روستاییان شرق ایران است.
محمود دولت‌آبادی چندین نمایش‌نامه و فیلم‌نامه نیز نگاشته‌است. او همچنین پیشینهٔ بازیگری برای کارگردانان سرشناسی چون عباس جوانمرد و بهرام بیضایی و داریوش مهرجویی در تئاتر و سینما را دارد، اقتباس از آثار دولت‌آبادی ساخت چند فیلم را به‌همراه داشته‌است.
دولت‌آبادی در سال ۲۰۱۳ برگزیده جایزهٔ ادبی یان میخالسکی سوئیس شد. در سال ۲۰۱۴ جایزه شوالیه ادب و هنر فرانسه را سفیر دولت فرانسه در تهران به محمود دولت‌آبادی اهدا کرده‌است.
در سال ۲۰۲۰، محمود دولت‌آبادی با نگارش و دکلمهٔ اثری به نام سرباز (پوتین‌های نیم‌سوخته) برای پروژه جهانی هنر صلح با آهنگ‌سازی و تنظیم مهران علیرضایی، با این پروژه همکاری کرده‌است.

## سرگذشت
دولت‌آبادی در ۱۰ مرداد ۱۳۱۹ در روستای دولت‌آباد سبزوار در استان خراسان رضوی متولد شد. پدرش عبدالرسول و مادرش فاطمه نام داشت که همسر دوم پدر بود. دبستان را به مدرسۀ مسعود سعد سلمان رفت و در آن زمان تمام عاشقانه‌هایی را که در روستا موجود بوده را خواند. پدرش با اینکه مدت زیادی در حوزه درس نخوانده بود، از مراجع دینی به‌شمار می‌رفت و به گفتۀ خودش تأثیر زیادی بر وی گذاشت؛ زیرا به‌واسطۀ او با سعدی، حافظ و [شعرای کلاسیک فارسی] آشنا شده‌است. وی پس از پایان تحصیلات مقدماتی در روستا به سبزوار رفت و به مشاغل گوناگون پرداخت. سپس به مشهد رفت و در آنجا با سینما و نمایش آشنا شد. سال ۱۳۳۸ به تهران رفت و سال بعد در تئاتر پارس مشغول به کار شد. از آغاز دههٔ چهل در کلاس‌های نمایش آناهیتا شرکت کرد و بازیگر نمایش شد و کم‌کم نوشتن را نیز آغاز کرد. اولین کاری که وی منتشر کرد یک داستان کوتاه به نام «ته شب» بود که در بولتن تئاتر منتشر شد. او در دههٔ چهل در نمایشنامه‌هایی از برتولت برشت، بهرام بیضایی و اکبر رادی نقش بازی کرد. دولت‌آبادی همین‌طور که به‌عنوان یک بازیگر و بعدها به عنوان کارگردان به کار ادامه می‌داد، داستان‌های کوتاه می‌نوشت. او در سال ۱۳۴۹ با مهرآذر ماهر ازدواج کرد.

محمود دولت‌آبادی در دههٔ ۱۳۵۰ به زندان افتاد. پس از زندان نگارش کلیدر را آغاز کرد که پانزده سال به طول انجامید. وی همچنین سال ۱۳۷۹ در کنفرانس برلین شرکت کرد. 

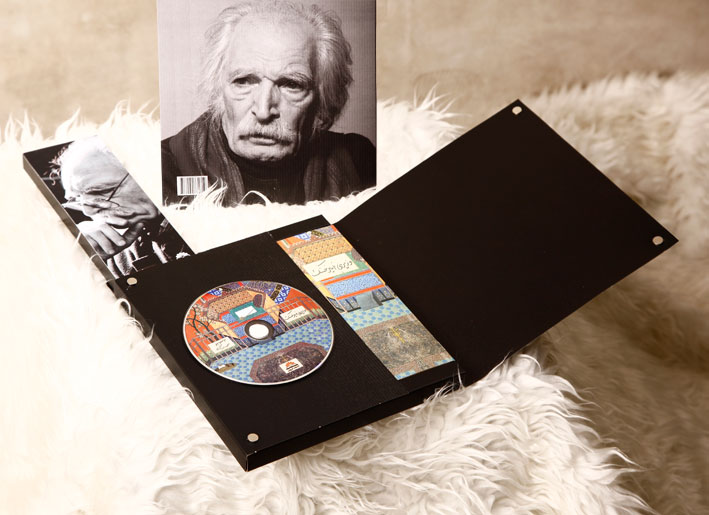
مجموعهٔ کامل وزیری امیر حسنک، شامل کتاب، لوح فشرده و قاب شاسی

## فعالیت سیاسی

از چپ جمیله کدیور، محمود دولت‌آبادی، محمدعلی سپانلو و علی افشاری در دادگاه کنفرانس برلین

در حالی که توانایی‌های دولت‌آبادی به‌عنوان یک نویسنده و تأثیر او در میان نویسندگان جوان ایرانی به‌طور گسترده‌ای پذیرفته شده‌است، جنبه‌هایی در زندگی‌نامۀ او وجود دارد که از جهاتی مانع از شناخت بیشتر آثار او شده‌است. با قرار گرفتن در میان خطوط نویسندگان «پیش از انقلاب» و «پس از انقلاب»، برخی با او به عنوان مطرود هر دو دوره برخورد کرده‌اند. وی از معدود نویسندگان است که پس از انقلاب از زیستن در تبعید امتناع کرده، و بدین سبب برخی از ایرانیان مهاجر هنوز از او به خاطر ماندن در ایران پس از انقلاب انتقاد می‌کنند. با این حال، او که پس از انقلاب توسط برخی در محافل دولتی با سوء ظن مورد برخورد قرار می‌گرفته، اغلب برای انتشار آثارش تلاش کرده‌است، و معروف است که در دهۀ ۱۹۹۰ توسط آنچه «نیروهای خودسر» نامیده می‌شود هدف ترور نیز قرار گرفته‌است. با وجود این موانع، دولت‌آبادی همچنان به عنوان یک صدای برجسته برای آزادی اندیشه و خلاقیت در ایران باقی مانده و همچنان در ادبیات و همچنین در نقد، ثمربخش مانده‌است. در ذیل به مهم‌ترین کنش‌های سیاسی محمود دولت‌آبادی اشاره شده‌است:
- دولت‌آبادی قبل از انقلاب ۵۷ به دلایل سیاسی چند مرتبه دستگیر و روانۀ زندان شد.
- وی در صحنۀ سیاسی کشور هم فعال است و دارای گرایش‌های اصلاح‌طلبانه است.
- دولت‌آبادی از جمله افراد شرکت‌کننده در کنفرانس برلین بوده‌است.
- وی در جریان انتخابات سال ۱۳۸۸ به حمایت از میرحسین موسوی پرداخت.[۱۵]
- دولت‌آبادی پس از مرگ قاسم سلیمانی به دست نیروهای آمریکایی، او را «یکی از فرزندان شایستۀ ایران» خواند و اعلام سوگواری کرد.[۱۶]

## دولت‌آبادی و اقتباس سینمایی
چندین فیلم بر اساس داستان‌ها و فیلم‌نامه‌های دولت‌آبادی ساخته شده‌اند.
- محمود دولت‌آبادی داستان آوسنۀ باباسبحان را به مسعود کیمیایی فروخت و او فیلم خاک را بر اساس آن ساخت. سپس دولت‌آبادی نقدی بر فیلم خاک با عنوان «بابا سبحان در خاک» نوشت، دولت‌آبادی مدعی است که کیمیایی به داستان وفادار نبوده‌است. دولت‌آبادی در مصاحبه‌ای عنوان کرده: نمایش‌نامه‌ای نوشته بودم به نام تنگنا، وقتی به زندان افتادم این نمایش‌نامه بدون اجازۀ من، به فیلم برگردانده شد؛ و نامش شد گوزن‌ها، آن هم بدون هیچ اشاره‌ای به نمایشنامه و نویسنده‌اش. از زندان که درآمدم فیلم را دیدم. موضوع، فضا و پرسوناژها همه از نمایش‌نامۀ «تنگنا» برداشته شده بود. از میان آن همه دوست مطبوعاتی، فقط به محمدرضا اصلانی گفتم: «آیا همچون اتفاقی را متوجه نشدید؟ چرا چیزی نگفتید؟ نپرسیدید داستان آن از کجا آمده‌است؟»
- دولت‌آبادی می‌گوید: گمانم سال ۵۶ بود که به درخواست محمدحسین پرتوی، برادر نصرت پرتوی، همسر عباس جوانمرد و دوست و همکار دورۀ تئاتر، طرح سریالی را برای تلویزیون ملی ایران نوشتم با عنوان سربداران. پیش از من گویا به سراغ بهرام بیضایی رفته بودند که نتیجه‌ای نگرفته بودند. چند نفری هم در آن فاصله طرح‌هایی نوشته بودند که هیچ‌یک مطلوب تلویزیون نبودند. تا اینکه طرح من آماده و فصل اول نوشته شد. محمدحسین پرتوی به واسطۀ خواهرش (نصرت)، که قول داده بود مراعات امانت‌داری را بکند، نسخۀ زیراکسی فیلم‌نامه را با خود به تلویزیون برد، بی‌هیچ قرارداد یا پیش پرداختی. مدت‌ها گذشت، بالاخره خبر آوردند که تلویزیون با این موضوع که دولت‌آبادی سربداران را بنویسد مخالف است؛ و موضوع مسکوت گذاشته شد تا سال ۵۸. حالا انقلاب شده بود و تلویزیون ملی ایران به تلویزیون جمهوری‌اسلامی ایران تغییر نام داده بود. بار دیگر محمدحسین پرتوی پیدایش شد و این بار گفت: قرار است سربداران ساخته شود. کارگردانش را هم گذاشته‌اند محمدعلی نجفی. از من دعوت کرد به دفتری در خیابان بلوار کشاورز (الیزابت سابق) رفتم. ملاقات و چای و گفتگو. بعدها خبردار شدم که به آقای نجفی هم گفته‌اند فلانی، یعنی من، نباید سربداران را بنویسد. من به کار خود بازگشتم و سربداران به راه خود رفت و نتیجه آن‌که دست‌نوشتۀ من در کتاب جمعه چاپ شد و نویسندۀ سریال شهر من شیراز که پیش از انقلاب از تلویزیون پخش می‌شد نویسندۀ فیلم‌نامۀ سربداران شد. از آن زمان دیگر از محمدحسین پرتوی خبری نشد. به نظرم رسید بخش اول فیلم‌نامۀ سربداران را منتشر کنم. آن را برای کتاب جمعه فرستادم. به پیغام آقای احمد شاملو که خواسته بود با آن هفته‌نامه کار کنم.
- به گفتۀ دولت‌آبادی: سال ۵۹ بود که یک روز داریوش فرهنگ به اتفاق همسرش سوسن تسلیمی به خانۀ من آمدند. به توصیۀ بیضایی از من خواست فیلم‌نامه‌ای بر اساس طرحی که به بیان وی در گذشته به شکل واقعی رخ داده‌بود بنویسم. در دهات کرمان مردی روستایی اتوبوسی می‌خرد و یک دهاتی دیگر در رقابت با او اتوبوسی دیگر می‌خرد. بنا می‌شود این موضوع بشود دست‌مایۀ فیلم‌نامۀ «اتوبوس» که من آن را نوشتم. فیلم‌نامه را داریوش فرهنگ به مدیر شبکۀ دوم تلویزیون داد، آقای حسن جلایر، ایشان خواند و فیلم‌نامه را پسندید و حتی پیش‌پرداخت هم به من دادند، بعد فیلم‌نامه را به شبکه یک تلویزیون دادند. در آنجا بار دیگر با نام من مخالفت شد. این را داریوش فرهنگ تلفنی به من خبر داد. با این خبر گمان کردم این فیلم‌نامه هم می‌رود کنار «گاواره‌بان» و «سربداران»، اما چند ماه بعد مطلع شدم فیلمی با همین نام، «اتوبوس»، در جشنواره فیلم فجر به نمایش درآمده‌است که فیلمنامه‌نویس آن دیگری است! به آن فیلم چند جایزۀ سیمرغ دادند. اما من تا ۷۲ ساعت دچار سردرد بودم.
- دولت‌آبادی می‌گوید: هنگامی که محمدحسین پرتوی برای سربداران به منزل ما می‌آمد، علی ژکان هم مدام همراه او بود. سال‌ها بعد فیلمی با سرمایۀ بنیاد سینمایی فارابی ساخته شد به کارگردانی علی ژکان به نام مادیان، فیلم‌نامه‌اش را خودش نوشته بود. بی‌هیچ اشاره‌ای به اقتباس آن، او خودش را شاگرد من می‌دانست و به این شاگردی می‌بالید. بی‌هیچ اجازه‌ای نیمۀ دوم کتاب جای خالی سلوچ را به فیلم برگردانده بود. شکایت کردم به وزارت ارشاد، او معترف شد که این کار را کرده‌است؛ و اجازه خواست جبران کند و غرامت بپردازد. از آن تاریخ سال‌ها گذشته‌است و دیگر هیچ خبری نشد.
- دولت‌آبادی مدعی‌ست: حمید سمندریان هم از روی طرح فیلم‌نامۀ «هیولا»ی من که به درخواست خودش نوشته بودم فیلمی ساخت با نام «همۀ آرزوی زمین»، که در تیتراژ آن هیچ اشاره‌ای به من و حقوق من نکرد. نه اجازه گرفت و نه حرفی زد.
- دولت‌آبادی برای ناصر تقوایی هم به خواست خودش یک طرح نوشته بر اساس «جای خالی سلوچ» که در اختیارش گذاشته، اما این فیلم‌نامه ساخته نشده‌است.
- برای داریوش مهرجویی هم به درخواست خودش براساس آن متنی که در مجلۀ لایف منتشر کرده بود با عنوان «صلح و جنگ، پایان کابوس» طرح فیلم‌نامه‌ای نوشته که آن را هم به مهرجویی داده‌است، اما این فیلم‌نامه ساخته نشده‌است.[۱۷]
- فیلم زمستان است به کارگردانی رفیع پیتز بر اساس داستان سفر محمود دولت‌آبادی ساخته شده‌است.[۱۸]

### کلیدر

روی جلد کلیدر چاپ انتشارات فرهنگ معاصر

کلیدر رمانی در ستایش کار و زندگی و طبیعت، رمانی حماسی از شجاعت و مردانگی، که خود دولت‌آبادی بارها گفته‌است «دیگر گمان نکنم که نیرو و قدرت و دل و دماغم اجازه بدهد که کاری کامل‌تر از کلیدر بکنم. کلیدر از جهت کمی و کیفی، کامل‌ترین کاری است که من تصور می‌کرده‌ام که بتوانم و شاید بشود گفت. در برخی جهات از تصور خودم هم زیادتر است.»
- رمان کلیدر با ۲٬۸۳۶ صفحه بزرگ‌ترین[۳۶] رمان فارسی است که در ده جلد و پنج مجلد قطور به چاپ رسیده‌است.
- با توجه به حجم بالای این کتاب که بالغ بر سه هزار صفحه‌است اما متن آن طوری توسط دولت‌آبادی به نگارش درآمده که از شدت جذابیت و گیرایی خواننده متوجه تورق نمی‌شود. شخصیت اول این رمان شخصی به نام (گل‌محمد) است که داستان کلیدر پیرامون زندگی اوست.
- کلیدر، یک رمان عظیم روستایی است در ۱۰ جلد و بالغ بر ۳ هزار صفحه که او بیش از ۱۵ سال عمرش را صرف نگارش آن کرده‌است و حجیم‌ترین رمان فارسی به‌شمار می‌رود؛ البته گمان نمی‌رود که دوباره چنین حادثه‌هایی تکرار شود، با زبانی فخیم و حماسی و بیش از شصت شخصیت که جملگی تمام و کمال پرداخته شده‌اند.

کلیدر که «سرنوشت تراژیک رعیت‌های ایرانی و قبایل چادرنشین را در دوره‌ای که سیاست زور حاکم است به تصویر می‌کشد» بر اساس حوادث واقعی نگاشته شده و به شرح سختی‌ها و رنج‌هایی روا رفته بر خانوادهٔ کَلمیشی می‌پردازد.
کلیدر را می‌توان نقطهٔ اوج رشته‌آثار پیشین دولت‌آبادی به حساب آورد، که اغلب آنان داستان‌هایی کوتاه دربارهٔ مردم زجرکشیده و رنجور دهات خراسان است.
مفسرین، کلیدر را نقطهٔ عطفی در تاریخ ادبیات مدرن فارسی می‌دانند؛ بدان حد که یکی از مفسرین، کلیدر را «حماسهٔ زوال» خوانده‌است.

### زوال کلنل

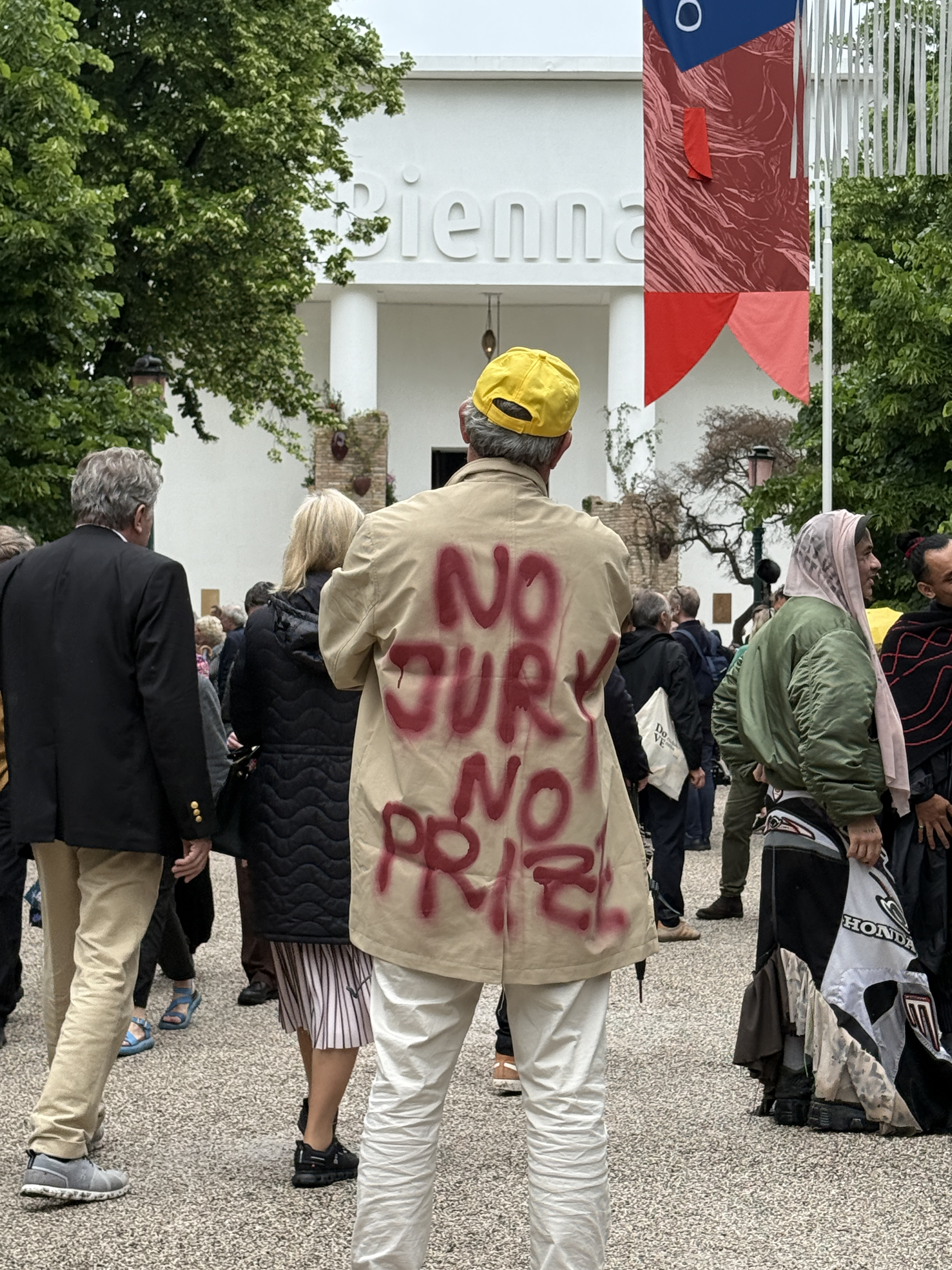
روی جلد کتاب زوال کلنل به زبان انگلیسی، ترجمه تام پتردیل

زوال کلنل اثری دیگری از محمود دولت‌آبادی است که در سال‌های ابتدایی دهۀ ۱۹۸۰ میلادی به زبان فارسی نوشته شد، اما برای نخستین‌بار در سال ۲۰۰۹ میلادی، توسط ناشر سوئیسی به زبان آلمانی منتشر شد. رمان زوال کلنل سرگذشت افسری وطن‌دوست در ارتش شاهنشاهی ایران است که زندگی او و خانواده‌اش در مقطع انقلاب ۱۳۵۷ ایران مرور می‌شود. داستان رمان تنها در یک شبانه‌روز می‌گذرد، اما در بازگشت به گذشته مرور و تأملی عمیق در حوادث تاریخ سدۀ اخیر ایران و تلاش مردم در راه رسیدن به جامعه‌ای مدرن و پیشرفته را منعکس می‌کند.
نشر چشمه در سال ۱۳۸۷ خورشیدی، اقدام به درخواست مجوز نشر برای این رمان کرد، ولی مقام‌های وزارت فرهنگ و ارشاد اسلامی از صدور مجوز خودداری کردند.
در اواخر بهمن‌ماه ۱۳۹۲، خبرهایی در برخی نشریات ایران منتشر شد مبنی بر آن‌که «سرانجام چاپ و انتشار کتاب زوال کلنل از سوی وزارت فرهنگ و ارشاد اسلامی مجوز گرفت». نهایتاً در تاریخ ۳۰ بهمن ۱۳۹۲، وزارت ارشاد ضمن تکذیب انتشار کتاب زوال کُلنل اعلام کرد که «تاکنون مجوزی در این خصوص از سوی ادارۀ کل کتاب و توسعه کتاب‌خوانی صادر نشده‌است».
در تابستان ۱۳۹۳، نویسندۀ کتاب، خبر از انتشار و توزیع نسخۀ جعلی این کتاب توسط سودجویان بازار کتاب داد. محمود دولت‌آبادی اعلام کرد که کتاب منتشرشده در کتابفروشی‌ها، نسخه‌ای ترجمه‌شده از روی نسخۀ آلمانی کتاب است و نحوۀ ترجمۀ آن، کاملاً با ادبیات شناخته‌شده از جانب وی، قابل تمییز دادن است. او از طرح شکایت علیه نشر گردون که ناشر این نسخۀ جعلی بوده‌است، خبر داد.

## از نگاه دیگران
- به نوشتهٔ کامران تلطف، آثار محمود دولت‌آبادی نمونه‌های بارزی از گرایش ادبیات متعهد به کم‌کردن شکاف موجود بین ادراک‌های گوناگون از مفهوم انقلاب است. داستان‌های کوتاه و رمان‌های او اوضاع و احوال طبقات ستمدیده، به‌ویژه دهقانان و کارگران روستایی را به تصویر می‌کشد. شخصیت‌هایی که او می‌آفریند، فارغ از گرایش‌های مذهبی‌شان، قربانی شرایط اجتماعی جامعه هستند. ویژگی‌های طبقاتی تمامی شخصیت‌های او مطابق با مدل‌های مارکسیستی از جامعهٔ طبقاتی و ماتریالیسم تاریخی می‌باشند. او نخبگان و بورژواها، دهقانان، پرولتاریا، و روشنفکران را مطابق با تعاریف کلاسیک و متعارفشان نمایش می‌دهد و اما در این امر به‌اندازهٔ کافی واقع‌گرایانه عمل می‌کند تا اگر نیاز بود شخصیت‌های معینی را مذهبی جلوه دهد. به عقیدهٔ تلطف، کلیدر که زندگی و مبارزهٔ طبقاتی در خراسان را به تصویر می‌کشد، نمونهٔ اعلای نگرش دولت‌آبادی به ادبیات متعهد است. در کلیدر دهقانان، خرده‌بورژواهای شهری، و روشنفکران، چه مسلمان و چه نامسلمان، در مبارزه علیه اربابان و سرمایه‌داران و نیروهای ستمگرِ حامی آنان با یکدیگر متحد می‌شوند. دولت‌آبادی تمامی این شخصیت‌ها را مطابق با طبقهٔ اجتماعی‌شان و جایگاه‌شان در رابطه با مسائل سیاسی اجتماعی ترسیم می‌کند.[۴۸]
به نوشتهٔ کامران تلطف، حتی از آنجایی که داستان در دههٔ ۵۰ نوشته شده‌است اهمیت سیاسی بیشتری پیدا می‌کند. دولت‌آبادی همچون برخی دیگر از روشنفکران خواهان تغییر در نظام سیاسی از طریق عمل بود. اگر آن‌ها به خاطر وجود شرایط شدید مستبدانه در جامعه، نمی‌توانستند آزادانه دربارهٔ ماهیت اقدام‌های لازم برای ایجاد تغییر به بحث بنشینند، اما می‌توانستند در افسانه‌ها و آثارشان به این قبیل موضوعات بپردازند. وقتی که دولت‌آبادی (گل‌محمد) را در نقش یک یاغی مسلح ترسیم می‌کند، خود در اندیشهٔ یک مبارزهٔ مسلحانه در جامعهٔ واقعی است. در کلیدر گروهی سی نفره طی سلسله نبردهایی موفق می‌شوند برای مدتی دشمن را از پای درآورده، باعث شوند که تعداد زیادی از دهقانان و کارگران به نهضت گل‌محمد بپیوندند. نهضت گل‌محمد از پشتیبانی گروه‌های انقلابی شهری متشکل از کارگران و دانش‌آموزان به رهبری اکبر آهنگر برخوردار می‌شود و این همان چیزی است که گروه‌های انقلابی چپ‌گرا در اواخر دههٔ ۴۰ و دههٔ ۵۰ آرزویش را داشتند.[۴۹]
اسلام به عنوان یک الگووارهٔ سیاسی یا یک نیروی ایدئولوژیک، نقشی مثبت یا منفی در کلیدر بازی نمی‌کند. اگرچه ادراک سیاسی دولت‌آبادی با نوشته‌های کلاسیک مارکس هماهنگ است و هر دو اقتصاد، نه مذهب، را نیرومحرکهٔ رفتارها و اقدامات اجتماعی می‌دانند اما او با اسلام سر ستیز ندارد. اعتقادات او دقیقاً منطبق بر تحلیل طبقهٔ انقلابی چپ‌گرا در عصر خویش بود که افراد مذهبی را نیروهایی بالقوه برای ایفای نقش در انقلاب می‌دیدند و به پیوستن آن‌ها به نهضت مردمی برای براندازی طبقهٔ حاکم امید بسته بودند؛ بنابراین دولت‌آبادی در کسوت نویسندهٔ ادبیات متعهد، از مخالفت آشکار با اسلام یا حتی بحث در این باره خودداری کرده‌است. در آثار او شخصیت‌ها مذهبی هستند اما اعتقادات مذهبی‌شان تنها در ارتباط با خدا و ائمهٔ اطهارشان نمود پیدا می‌کند.[۵۰]
به نوشتهٔ تلطف، فعالان ادبی به عنوان جزئی از جامعهٔ بزرگ‌تر مخالف شاه، در قبال پیش بردن جنبش مسلمانان ستم‌کش احساس مسئولیت می‌کردند. آنان به ارتباط عمیق شهادت و نمونهٔ اعلای آن، یعنی واقعهٔ کربلا، پی بردند. گذشته از آن در رمان‌های سوسیالیستی، قهرمانان داستان آنچنان به جنبش مورد علاقه‌شان اعتقاد قلبی دارند که از شهادت در راه آن هیچ ابایی ندارند. وقایع تاریخی کربلا مفهوم شهادت را در اندیشهٔ سیاسی شیعه تقویت کرده و به آن قداست و وجهه‌ای الهی بخشیده بود. فلذا هم فعالان سیاسی سکولار و هم نویسندگان زبان فارسی مدرن، از مفهوم شهادت و حتی از ذکر درگذشت حسین بن علی برای برانگیختن احساس گناه و شورش عمومی استفاده کرده‌اند. در صحنهٔ پایانی کلیدر نیز نیروهای حکومتی، گل‌محمد و اکثر همراهان کلیدی‌اش را قتل‌عام می‌کنند، درست مشابه شهادت حسین بن علی و اکثر اعضای خانواده‌اش در صحرای کربلا. دولت‌آبادی از این تشابه برای برانگیختن احساسات خصومت‌آمیز مردم نسبت به حکومت بهره برده‌است. همان‌طور که در تعزیه‌ها و مجالس روضه‌خوانی، شهادت حسین نقطهٔ اوج ماجرا را شکل می‌دهد، کلیدر نیز در مرحلهٔ کشتار به اوج خود می‌رسد. افزون بر این، رمان در تلاش برای رساندن دو پیام است: اول اینکه اگرچه مبارزهٔ مسلحانهٔ گل‌محمد با شکست مواجه شد، اما آرمان‌هایش، روحش، و جنبشش برای گسترش عدالت همچنان باقی ماند، درست همان‌طور که آرمان‌های حسین بن علی و جنبشش ادامه یافتند؛ دوم آنکه کلیدر به صورت ضمنی خودش را به عنوان جایگزینی برای داستان کربلا مطرح می‌کند. دولت‌آبادی به صورت غیر مستقیم و کاملاً ناخصومت‌برانگیز در تلاش است تا با خلق کلیدر از اهمیت واقعهٔ کربلا بکاهد و در حافظهٔ خوانندگان معاصر جایگاهی ابدی برای کلیدر دست و پا کند.[۵۱]
- بسیاری از جنبه‌های رمان دولت‌آبادی تحسین منتقدین را برانگیخت. پیچیده به تصویر کشیدن شخصیت‌های داستان که نقش حقیقی آن‌ها از طریق ویژگی‌ها و ظاهرشان آشکار می‌شود، توصیفات واضح و دقیق، توانایی فوق‌العادهٔ دولت‌آبادی در تجسم بخشیدن به ویژگی‌های فیزیکی، اجتماعی و سیاسی منطقه، خلق ریتم‌های زبانی و اوج‌گیری‌های تدریجی آن به‌منظور برجسته نمودن لحظه‌های دراماتیک داستان از نقاط قوت کار محمود دولت‌آبادی در خلق کلیدر به‌شمار می‌آیند.[۵۲]

مفسرین، کلیدر را نقطهٔ عطفی در تاریخ ادبیات مدرن فارسی می‌دانند؛ بدان حد که یکی از مفسرین، کلیدر را «حماسهٔ زوال» می‌خواند.
- هوشنگ گلشیری، داستان‌نویس برجسته، یکی از اولین منتقدان جلدهای آغازین کلیدر بود. گلشیری معتقد بود تکنیک‌های سنتی داستان‌گویی شفاهی با احتیاجات و بایسته‌های ژانر رمان هم‌خوانی و سازگاری ندارد و بر این باور بود که کلیدر سیر قهقرایی را در تاریخ تکامل رمان‌نویسی مدرن فارسی پیموده‌است.[۵۴]
- بهاالدین خرمشاهی در مخالفت با هوشنگ گلشیری مقاله‌ای تحت عنوان (کلیدر و نیالودنش به رمان نو) به نگارش درآورد.
- بزرگ علوی اعتقاد داشت که رمان کلیدر اطناب دارد، او معتقد بود که قادر است کلیدر را در حجمی کمتر و در یک جلد اطناب‌زدایی و بازنوشت کند، به‌گونه‌ای که خود دولت‌آبادی هم آن را بپسندد و از حاصل کار راضی باشد.[۵۵]
- محمدعلی جمال‌زاده در یکی از نامه‌هایش به دولت‌آبادی می‌نویسد: من رمان‌های زیادی خوانده‌ام. از غربی‌ها خیلی خواندم. تصور نمی‌کنم کسی به حد دولت‌آبادی توانسته باشد این‌چنین شاهکاری بیافریند. بر من مسلم است روزی قدر و قیمت کلیدر را خواهند دانست و به زبان‌های زیادی ترجمه خواهد شد. روزی را می‌بینم که دولت‌آبادی عزیز ما جایزۀ نوبل را دریافت خواهد کرد. البته ممکن است منِ پیرمرد آن روز نباشم؛ ولی اطمینان دارم ترجمۀ کلیدر به زبان‌های زندۀ دنیا، دولت‌آبادی را به جایزۀ ادبیات نوبل خواهد رساند. کلیدر برترین رمانی است که تاکنون خوانده‌ام.[۵۶]
- به گفته داریوش شایگان: دولت‌آبادی مثل هر هنرمند راستینی، حساس، پراضطراب و مجروح از درد درون است، دولت‌آبادی بی‌شک یکی از بزرگ‌ترین رمان‌نویسان ایران معاصر است. او برخلاف انوره دو بالزاک، پنجاه هزار فنجان قهوه ننوشید تا طی بیست سال و به بهای زندگی‌اش بزرگ‌ترین شاهکار ادبی قرن نوزدهم، یعنی کمدی انسانی، را خلق کند. دولت‌آبادی اما موفق شد در عرض پانزده سال و با گذر از نشیب و فرازهای بسیار، یکی از جذاب‌ترین و بزرگ‌ترین حماسه‌های روستایی ایران مدرن را بیافریند، کلیدر را. دولت‌آبادی اهل خراسان است، زادگاه پرآوازهٔ حکمت و ادب ایران. او، هم بزرگی این سرزمین را در خود متبلور ساخته‌است، هم زخم‌های آن را.[۵۷]
- جمال میرصادقی عقیده دارد، زبان روایی کلیدر که با وام گرفتن از واژگان کلاسیک تاریخ بیهقی آراسته شده با وجود زیبایی‌های زبانی «اغلب با موضوع‌های ساده و مضامین روستایی داستان هماهنگی ندارد».[۵۸]
- علی‌اشرف درویشیان از محمود دولت‌آبادی به عنوان بنیان‌گذار ادبیات بومی نام برده‌است.[۵۹]
- جواد مجابی: دولت‌آبادی نماد شرف قلم است، او نماد شرف در مملکت ماست، او نویسنده‌ای مستقل و آزاداندیش است که شأن قلم را حفظ کرده‌است.[۶۰]
- مهشید امیرشاهی، رمان‌نویس مشهور، پیکان تیز انتقادهایش را به سوی تحسین‌شده‌ترین جنبهٔ رمان، یعنی زبان آن نشانه گرفته‌است و از نادرست بودن دستورهای زبانی، تلفظ‌ها و املای واژگان کلیدر انتقاد می‌کند. استفاده از اصطلاحات انگلیسی و فرانسوی توسط شخصیت‌های رمان که دایرهٔ واژگانشان احتمالاً خالی از آن وام‌واژه‌هاست و حتی نابهنگامی‌های زبانی از دیگر انتقادات امیرشاهی نسبت به اثر تحسین‌شدهٔ کلیدر است.[۶۱]
- محمد قوچانی، سردبیر ماهنامه مهرنامه دربارهٔ او می‌گوید: «خُشکم زد وقتی گفت: «آخر من روشنفکر نیستم؛ اهل فکرم»! این را محمود دولت‌آبادی گفت؛ بزرگ‌ترین -و دست کم- مشهورترین نویسنده روشنفکر(؟) زندهٔ ایران امروز در برابر پرسش من که حرف‌هایش را در گفتگو به عیار سنت روشنفکری (چپ/ایرانی) شگفت‌انگیز خواندم».[۶۲]

## خانۀ محمود دولت‌آبادی
خانۀ پدری محمود دولت‌آبادی که در روستای دولت‌آباد شهرستان سبزوار قرار دارد، با نام خانۀ محمود دولت‌آبادی در تاریخ ۷ مرداد ۱۳۸۲ با شمارهٔ ثبت ۹۳۲۰ به‌عنوان یکی از آثار ملی ایران به ثبت رسیده‌است. قدمت این اثر مربوط به دورۀ پهلوی است.

## تمبر یادبود
از تمبر یادبود محمود دولت‌آبادی هم‌زمان با هفتاد و چهارمین سالگرد تولدش با عنوان «آقای رمان ایران» در زادگاهش سبزوار، رونمایی شد. در این مراسم ضمن چند سخنرانی، برنامۀ هنری کلیدرخوانی توسط سه نفر از هنرمندان سبزوار برگزار شد.

## جوایز و افتخارات
- نشان شوالیه هنر و ادب فرانسه، ۲۰۱۴
- برندۀ جایزهٔ ادبی یان میخالسکی سوییس، ۲۰۱۳
- ترجمه انگلیسی رمان کُلنل، با ترجمه تام پتردیل، نامزد جایزه بهترین کتاب ترجمه در آمریکا ۲۰۱۳[۶۵]
- برندۀ جایزه ادبی هوشنگ گلشیری برای یک عمر فعالیت، ۲۰۱۲
- نامزد دریافت جایزۀ ادبی من بوکر آسیا در جشنوارۀ کتاب سنگاپور، ۲۰۱۱
- نامزد دریافت جایزۀ ادبی آسیایی، برای رمان زوال کلنل ۲۰۱۱[۶۶]
- دریافت جایزهٔ ادبیات بین‌المللی خانهٔ فرهنگهای جهان برلین ۲۰۰۹[۶۷]
- برندۀ جایزۀ ادبی واو، ۱۳۹۰
- دریافت جایزۀ یک عمر فعالیت فرهنگی، بدر نخستین دورهٔ جایزه ادبی یلدا، به همت انتشارات کاروان و انتشارات اندیشه‌سازان، ۱۳۸۲
- برندۀ لوح زرین بیست سال داستان‌نویسی برای کلیۀ آثار، به‌طور مشترک امین فقیری، ۱۳۷۶

## پیام محمود دولت‌آبادی به یادمفتون امینی
محمود دولت‌آبادی در پی درگذشتِ شاعر معاصر یدالله مفتون امینی، در تاریخ ١٧ آذر ١٤٠١ پیامی برای مراسم یادبود این شاعر در اختیار مهدی مظفری ساوجی، شاعر، نویسنده و پژوهشگر نهاد که متن آن از سوی روزنامهٔ شرق منتشر شد:
«جناب مظفری ساوجی از جانب من تسلیت بگویید خدمتِ بازماندگان زنده‌یاد مفتون امینی عزیز. اگر در مراسم امروز فرصتی شد، این نکته را که می‌گویم و پاره‌ای از شعری را که او دوست داشت و برای‌تان می‌خوانم، پخش کنید. یک‌ وقت مفتون به من نکتۀ مهمی را گفت. نمی‌دانم به چه مناسبت سر فراگوش من آورد و گفت: «من حاضر نیستم یک سرِ سوزن، از سرِ این گربۀ زیبا کاسته شود» و این در یاد من مانده است. جناب ساوجی، خوشبختانه فرصت کردم بعد از کتابی که شما درآورده‌اید با ایشان صحبت کنم و حالش را بپرسم. خیلی خوب شد که صدای او را شنیدم. در کتاب شما خواندم که این مرد، شعرِ لنگستون هیوز را دوست می‌داشته. می‌خواهم به یاد او و به احترام آقا مفتون عزیز، بخشی از این شعر را بخوانم. ترجمه زنده‌یاد احمد شاملو است:
آه، بگذارید این وطن، بارِ دیگر وطن شود
- سرزمینی که هنوز آنچه می‌بایست بشود نشده است
و باید بشود!-
سرزمینی که در آن هر انسانی آزاد باشد
سرزمینی که از آنِ من است
از آنِ بینوایان
که این وطن را وطن کردند
که خون و عرقِ جبین‌شان، درد و ایمان‌شان،
در ریخته‌گری‌های دست‌هاشان، و در زیر باران خیش‌هاشان
بار دیگر باید رؤیای پُرتوان ما را بازگردانَد.
آری، هر ناسزایی را که به دل دارید نثار من کنید
پولادِ آزادی زنگار ندارد...
آشکارا می‌گویم،
این وطن برای من هرگز وطن نبود
با وصفِ این، سوگند یاد می‌کنم که وطنِ من، خواهد بود!
رؤیای آن
همچون بذری جاودانه
در اعماقِ جانِ من نهفته است
باری پسرم! بعد از وقایعِ فجیعِ اخیر، آن‌قدر پژمرده و خسته و اندوهبار شده‌ام که نتوانستم دعوت شما را بپذیرم و در مراسم یادبود مفتون عزیز، آن رفته و دوستدارِ آشنا حاضر شوم. تسلی و سلام مرا به خانواده محترم او ابلاغ کن. بسیار متشکرم و عذرخواه.»